# Thamnophilus unicolor
Thamnophilus unicolor е вид птица от семейство Thamnophilidae.

## Разпространение
Видът е разпространен в Еквадор, Колумбия и Перу.